# Inostemma coorgense
Inostemma coorgense är en stekelart som beskrevs av Durgadas Mukerjee 1981. Inostemma coorgense ingår i släktet Inostemma och familjen gallmyggesteklar. Inga underarter finns listade i Catalogue of Life.